# Duenna
Duenna war eine elektromechanisch betriebene kryptanalytische Maschine, die gegen Ende des Zweiten Weltkriegs von US-amerikanischer Seite entwickelt und eingesetzt wurde, um den mithilfe der Schlüsselmaschine Enigma verschlüsselten Nachrichtenverkehr der deutschen Wehrmacht zu entziffern. Der britische Codeknacker Conel Hugh O’Donel Alexander beschrieb im Kriegsjahr 1944 in einem (damals) geheimen Bericht ein ersatzweise manuell durchzuführendes Verfahren, genannt Hand Duenna.
Die Herkunft des Namens ist nicht endgültig geklärt. Der Name „Duenna“ wurde möglicherweise inspiriert durch das hierbei verwendete kryptanalytische Angriffsverfahren, genannt „Zwei-Walzen-Angriff“ (englisch: two-wheel attack). Die erste Silbe „Du~“ könnte somit abgeleitet sein von Lateinisch dualis (deutsch: zwei enthaltend), während der zweite Namensteil „~enna“ auf den Namen Enigma hindeutet. Zu dieser Erklärung passt, dass das Konzept einer Vorläufermaschine von Duenna, das nur eine einzige Walze berücksichtigte, den Namen Mona erhielt, was vermutlich von „monos“ (altgriechisch μόνος, deutsch „allein“ oder „einzig“) abgeleitet worden ist. Die Maschine Mona wurde nie realisiert.

## Hintergrund

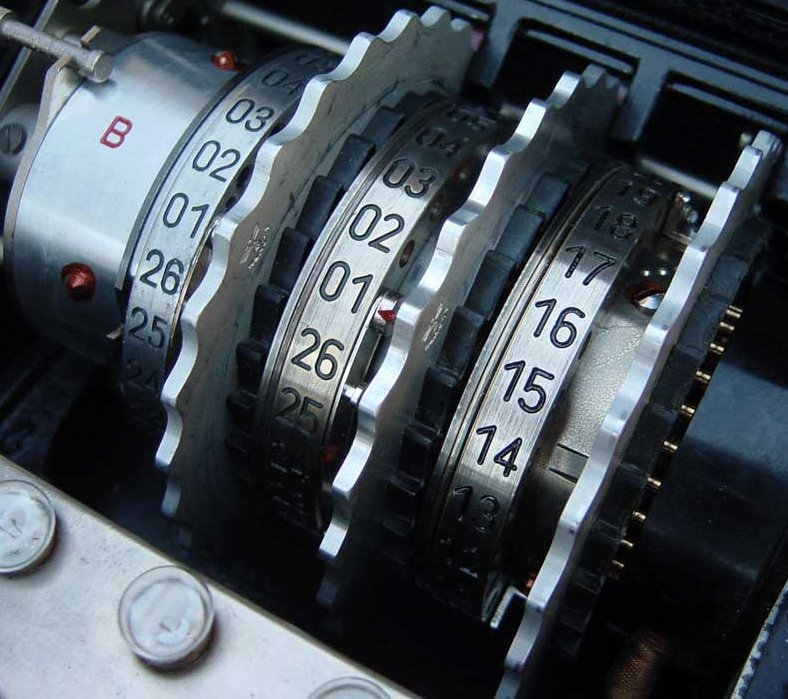
Enigma-Walzensatz mit drei rotierenden Walzen und ganz links hier der Umkehrwalze B. Aufgabe von Duenna war die Erschließung der unbekannten und häufig wechselnden Verdrahtung der Umkehrwalze D.

Während des Zweiten Weltkriegs wurde das Rückgrat der deutschen Kryptographie durch die Enigma gebildet, die von allen drei Wehrmachtteilen, Heer, Luftwaffe und Kriegsmarine, zur Verschlüsselung ihres geheimen Nachrichtenverkehrs eingesetzt wurde. Bereits lange vor dem Krieg, noch im Jahr 1932, war polnischen Kryptoanalytikern um den jungen Marian Rejewski der erste Einbruch in das Enigma-System gelungen. Darauf aufbauend, gelang es britischen Codeknackern im englischen Bletchley Park (B.P.) mit Beginn des Krieges deutsche Funksprüche abzufangen und, ab Januar 1940, zunächst die von der Luftwaffe und später auch die vom Heer mit der Enigma I verschlüsselten Nachrichten zu entziffern. Auch die von der deutschen Marine mithilfe der Enigma M3 und – besonders kriegswichtig – die mit der von den deutschen U-Booten eingesetzten Maschine Enigma M4 verschlüsselten Funksprüche blieben, im Gegensatz zu den deutschen Hoffnungen und Annahmen, für die Briten kein Geheimnis. Ihnen gelang es vielmehr, mithilfe besonderer kryptanalytischer Geräte, wie der Turing-Bombe, den verschlüsselten Nachrichtenverkehr der Wehrmacht nahezu während des gesamten Zweiten Weltkriegs kontinuierlich zu brechen und die daraus gewonnenen Informationen unter dem Decknamen „Ultra“ gewinnbringend zu nutzen.
Gegen Ende des Krieges, genauer zum 1. Januar 1944, begann die Luftwaffe in einem Teil ihrer Schlüsselnetze eine innovative Walze einzusetzen, nämlich die Umkehrwalze D (Foto siehe Pröse S. 40), die sich im Gegensatz zu allen anderen Walzen der Enigma dadurch auszeichnet, dass ihre Verdrahtung durch den Benutzer schlüsselabhängig geändert werden konnte. Die deutschen Kryptographen beseitigten so eine wesentliche Schwäche der Enigma, die darin begründet war, dass, wie bei den „alten“ Umkehrwalzen (UKW A, B und C), die Verdrahtung der Walzen der Enigma starr war und sich niemals änderte (siehe auch: Enigma-Walzen). So verwehrten sie ihren britischen und amerikanischen „Gegenspielern“ die dort quasi im industriellen Maßstab genutzte Einbruchsmöglichkeit in den geheimen deutschen Funkverkehr, freilich ohne, dass die Deutschen dies wussten oder auch nur ahnten.
Die UKW D hätte aufgrund der deutlichen Vergrößerung der kombinatorischen Komplexität der Enigma-Maschine auf alliierter Seite fatale Konsequenzen bewirken können, und einen völligen Verlust der Entzifferungsfähigkeit der Enigma verursachen können, falls diese Walze schlagartig und flächendeckend eingeführt worden wäre. Dies bestätigt ein Zitat aus einem kurz nach dem Krieg verfassten amerikanischen Untersuchungsbericht: 

“How close the Anglo-Americans came to losing out in their solution of the German Army Enigma is a matter to give cryptanalysts pause. British and American cryptanalysts recall with a shudder how drastic an increase in difficulty resulted from the introduction by the German Air Force ot the pluggable reflector („Umkehrwalze D,“ called „Uncle Dick“ by the British) in the Spring of 1945. It made completely obsolete the „bombe“ machinery which had been designed and installed at so great an expense for standard, plugboard-Enigma solution. It necessitated the development by the U.S. Navy of a new, more complex machine called the „duenna,“ and by the U.S. Army of a radically new electrical solver called the „autoscritcher.“ Each of these had to make millions of tests to establish simultaneously the unknown (end-plate) plugboard and the unknown reflector plugging. Only a trickle of solutions would have resulted if the pluggable reflector had been adopted universally; and this trickle of solutions would not have contained enough intelligence to furnish the data for cribs needed in subsequent solutions. Thus even the trickle would have eventually vanished.”

„Wie knapp die Anglo-Amerikaner davorstanden, die Fähigkeit zur Entzifferung der deutschen Heeres-Enigma zu verlieren, ist eine Angelegenheit bei der den Kryptoanalytikern der Atem stockt. Britische und amerikanische Codeknacker erinnern sich mit Schaudern daran, welch eine drastisch erhöhte Komplikation aus der Einführung der steckbaren Umkehrwalze („Umkehrwalze D“, von den Briten „Uncle Dick“ genannt) durch die deutsche Luftwaffe im Frühjahr 1945 [eigentlich: im Frühjahr 1944] resultierte. Dadurch wurde der „Bomben-Fuhrpark“ völlig nutzlos, der mit so hohem Aufwand zur Lösung der normalen Steckerbrett-Enigma entworfen und aufgebaut worden war. Gezwungenermaßen musste die U.S.-Navy eine neue, viel kompliziertere Maschine entwickeln, genannt „Duenna“, und die U.S.-Army eine völlig neue elektrische Lösungsmaschine, genannt der „Autoscritcher“. Jede dieser Maschinen musste Millionen von Tests durchführen, um gleichzeitig das unbekannte (Frontplatten-)Steckerbrett und die unbekannt gesteckte Verdrahtung der Umkehrwalze [D] zu ergründen. Es hätte sich nur noch ein Tröpfeln von Lösungen ergeben, wenn die steckbare Umkehrwalze generell eingesetzt worden wäre; und diese Lösungströpfchen hätten nicht die ausreichenden Informationen enthalten, um Angaben für Cribs zu liefern, die für weitergehende Lösungen benötigt wurden. So wäre letztendlich sogar das Tröpfeln versiegt.“

Tatsächlich wurde die Umkehrwalze D jedoch nicht schlagartig und flächendeckend eingeführt, sondern, vermutlich aufgrund kriegsbedingter Produktionsengpässe und auch, wie inzwischen durch den damals mitverantwortlichen deutschen Kryptologen Dr. Erich Hüttenhain bekannt, wegen ihrer beschwerlichen und fehlerträchtigen Handhabung nur gelegentlich und in wenigen Schlüsselkreisen eingesetzt, beispielsweise von der Luftwaffe in Norwegen, während zumeist weiterhin die altbekannte UKW B gebraucht wurde – ein fataler kryptographischer Fehler.
Dieser Fehler erlaubte es den Alliierten, die Funktionsweise und den Gebrauch der UKW D zu erschließen und spezielle kryptanalytische „Knackmaschinen“ zu entwickeln, deren Hauptaufgabe darin bestand, den drei bis vier Mal pro Monat im Abstand von etwa sieben bis zwölf Tagen erfolgten Verdrahtungsänderungen der UKW D auf der Spur zu bleiben und sich so die kriegswichtige Fähigkeit zur Entzifferung des deutschen Nachrichtenverkehrs zu erhalten.

## Hand Duenna
Der britische Kryptoanalytiker C.H.O’D. Alexander beschrieb im Kriegsjahr 1944, also dem Jahr, zu dessen Beginn die deutsche Luftwaffe die UKW D einführte, in einem internen Dokument ein manuelles Verfahren, mit dessen Hilfe die unbekannte und häufig wechselnde Verdrahtung der UKW D erschlossen werden sollte. Die Briten stellten dieses Dokument ihren amerikanischen Verbündeten zur Verfügung und Alexander, der sich im Februar und März 1944 für etwa sechs Wochen bei seinen Kollegen in Washington aufhielt, verfeinerte die Methode vor Ort. Das Verfahren setzte die Kenntnis eines Cribs (also eines passenden Geheimtext-/Klartext-Fragments) voraus, dessen Länge wesentlich größer sein musste als bei den in B.P. üblichen Methoden mithilfe der Turing-Bombe. Während für diese Cribs von etwa 20 bis 25 Buchstaben ausreichten, waren für den Erfolg von Hand Duenna hingegen Cribs von etwa 80 bis 100 Buchstaben erforderlich.
Das kryptanalytische Grundprinzip des Verfahrens basiert auf dem sogenannten „Zwei-Walzen-Angriff“ (englisch: two-wheel attack). Dabei nutzten die alliierten Kryptoanalytiker eine prinzipielle Schwäche der Enigma aus, die darin bestand, dass sich die Walzenstellung der linken Walze im Walzensatz nur alle 650 Buchstaben änderte, was aufgrund der vorgeschriebenen Höchstlänge der Funksprüche von 250 Buchstaben nur selten einmal in einem Spruch passierte.
Daher genügte es, allein die 5·4 = 20 möglichen Kombinationen der mittleren und rechten Walze „durchzuspielen“ und sie mussten nicht alle 60 Kombinationen des Walzensatzes untersuchen. Zusätzlich verwendeten sie die Methode der „allgemeinen Stecker“ (englisch: general Stecker approach) und konnten so die Anzahl der bei zwei Walzen durchzuprüfenden Walzenstellungen von 26·26 = 676 Möglichkeiten weiter auf nur 26 mögliche relative Stellungen reduzieren.
Insgesamt schrumpfte so der Suchraum gewaltig und statt der ursprünglich zu betrachtenden 60 Walzenlagen mal 17.576 Walzenstellungen, also 1.054.560 (mehr als eine Million) Möglichkeiten der Enigma, konnten sich die Codeknacker die Arbeit wesentlich erleichtern und sich mit lediglich 20·26 = 520 zu untersuchenden Fällen begnügen. Für jeden dieser 520 Fälle wurde ein eigenes Formblatt gedruckt und so die Auswertung vereinfacht.
Hand Duenna, als manuelles Verfahren, sollte die Zeit überbrücken helfen, während der die Alliierten noch nicht über ein maschinelles Verfahren zur Ermittlung der Verdrahtung der UKW D verfügten, und ihnen so die, für den weiteren Erhalt der Entzifferungsfähigkeit der Enigma, entscheidend wichtige Kontinuität bewahren. Die Alliierten befürchteten nämlich eine drastische Erweiterung des Einsatzes der UKW D auch auf Schlüsselkreise der Kriegsmarine zum 1. August 1944, nachdem sie von den Deutschen vorerst nur in wenigen Schlüsselkreisen der Luftwaffe eingesetzt wurde. Tatsächlich bewahrheiteten sich ihre Befürchtungen jedoch nicht und sie konnten erleichtert feststellen, dass die UKW D auch weiterhin nur selten verwendet wurde und zumeist die altbekannte UKW B (mit starrer Verdrahtung) zum Einsatz kam.

## Duenna
Die maschinelle Version der beschriebenen Methode wurde ab dem 25. Februar 1944 in der National Cash Register Company (NCR) in Dayton, Ohio in den U.S.A. unter der Regie von Op‑20‑G, einer auf Kryptanalyse und Signals Intelligence spezialisierten Geheimdienstgruppe der US-Navy, entwickelt. Das Konzept der Maschine umfasste einen durch einen Elektromotor angetriebenen Verteilschalter, der synchron zur „schnellen“ Walze (die Walze ganz rechts im Walzensatz der Enigma) rotierte. Auf diese Weise wurden nacheinander die durch den Crib gegebenen Klar-/Geheimtext-Buchstabenpaare abgearbeitet, die die Codeknacker im Fachjargon als Constatations bezeichneten. Mithilfe von mechanischen Schaltern konnte der Bediener zusätzlich die angenommenen oder vermuteten Steckerpartner der einzelnen Buchstaben einstellen. Im Gegensatz zur praktisch unüberschaubaren Aufgabe, alle Möglichkeiten für das komplette Steckerbrett der Enigma durchzuprobieren (dafür gibt es mehr als 150 Billionen Steckmöglichkeiten, siehe auch: Schlüsselraum im Enigma-Hauptartikel), lassen sich die Steckerpartner für einen einzigen gegebenen Buchstaben sehr einfach durchprobieren, denn es gibt hierfür nur 26 Möglichkeiten.
Die Maschine ermittelte für jedes Buchstabenpaar des Cribs unter den jeweils angenommenen Randbedingungen die daraus resultierende Verdrahtung der UKW. Anschließend wurden die Ergebnisse miteinander verglichen, wobei Widersprüche (englisch: Contradictions) oder Bestätigungen (englisch: Confirmations) gefunden werden konnten. Im ersten Fall konnte nach dem Grundprinzip „Reductio ad absurdum“ (deutsch: Zurückführung bis zum Widerspruch) dieser Fall als eine Lösungsmöglichkeit sicher verworfen werden. Im anderen Fall hatte man einen sogenannten „Stop“, also eine Stelle gefunden, die möglicherweise die Lösung darstellte. Zumeist war das dennoch nicht der Fall, was anhand von nachfolgenden Untersuchungen verifiziert oder falsifiziert werden musste.
B.P. schätzte das mechanisierte Duenna als wirksamste Angriffsmethode gegen die UKW D ein. Und tatsächlich gelangen den alliierten Kryptoanalytikern mithilfe dieser Maschine die meisten Erfolge. Nachdem der erste Prototyp nach mehreren Monaten Anlaufschwierigkeiten endlich zum 16. November 1944 zum Einsatz kam, gelang der erste „Bruch“ am 26. Dezember. Bis zum Ende des Krieges kamen dreizehn weitere Erfolge hinzu, was in Summe mehr als die Hälfte aller alliierten Lösungen der deutschen UKW D bedeutet. Duenna stellt damit die insgesamt erfolgreichste alliierte „Knackmaschine“ gegen die deutsche UKW D dar.

## Glossar
- Confirmation – Englisches Wort für „Bestätigung“
- Constatation – Spezieller englischer Begriff für ein Buchstabenpaar gebildet aus einem Geheimtextbuchstaben an einer bestimmten Textposition und dem dazugehörigen angenommenen oder vermuteten Klartextbuchstaben[13]
- Contradiction – Englisches Wort für „Widerspruch“
- Crib – (deutsch: Eselsbrücke, hier treffender: Wahrscheinliches Wort) Englischer Begriff für ein Textfragment, dessen Auftreten im Klartext erwartet wird
- Geheimtext – Durch Verschlüsselung aus dem Klartext erzeugter Text
- Schlüssel – Geheime Einstellung der Schlüsselmaschine
- Schlüsselraum – Menge aller möglichen Schlüssel
- Spruch – Geheimtext, der meist per Funk übermittelt wird
- Stecker – Kabelverbindungen zwischen den Frontplattenbuchsen
- Steckerbrett – An der Frontseite der Enigma angebrachte Buchsenplatte
- Umkehrwalze – (Zumeist) feststehende Walze am Ende des Walzensatzes (Abkürzung: UKW)
- Uncle Dick – (deutsch: Onkel Dick) Englischer Spitzname für die Umkehrwalze D
- Walze – Rotor, der sich während des Schlüsselvorgangs dreht (englisch: wheel)
- Walzenlage – Schlüsselabhängige Platzierung der Walzen im Walzensatz
- Walzensatz – Zusammenfassender Begriff für alle Walzen
- Walzenstellung – Von Hand einstellbare und während des Schlüsselvorgangs sich verändernde Rotationsposition der Walzen